# Charles Scott Sherrington
Sir Charles Scott Sherrington, OM, GBE, PRS, angleški nevrofiziolog, histolog, bakteriolog in patolog, nobelovec, * 27. november 1857, Islington, London, Anglija, † 4. marec 1952, Eastbourne, Sussex.
Sherrington je za svoje delo na področju nevrofiziologije leta 1932 prejel Nobelovo nagrado za fiziologijo ali medicino, poleg nje pa še več drugih priznanj.

## Življenjepis

### Mladost
Njegov oče je umrl, ko je bil Sherrington še majhen otrok. Njegova mati se je kasneje poročila z zdravnikom in arheologom Calebom Roseom iz Ipswitcha. Pri novemu očetu je mladi Charles prišel v stik z umetnostjo in drugimi izobraženci, ki so obiskovali njihov dom. V tem stimulativnem okolju se je pričel zanimati za naravoslovje, filozofijo, zgodovino in poezijo. Leta 1876 je vpisal študij medicine v londonski bolnišnici Sv. Tomaža (St Thomas' Hospital). Leta 1878 je opravil pripravljalni izpit za Kraljevi kolidž za kirurge in leto kasneje je bil po uspešno opravljenem sprejemnem izpitu sprejet za člana. Kmalu po tistem je odšel v Cambridge, kjer je na tamkajšnji univerzi vpisal študij fiziologije pod mentorstvom »očeta angleške fiziologije« Michaela Fosterja. Sprejet je bil v kolidž Gonville and Caius. Že od otroštva dalje je bil tudi aktiven športnik; med drugim je za univerzitetno moštvo Cambridgea tekmoval v veslanju in ragbiju, a se športu zaradi kratkovidnosti ni mogel resneje posvetiti.

### Kariera
Zanimanje za nevrofiziologijo mu je vzbudil medicinski kongres v Londonu, kjer se je med udeleženci vnela burna razprava o učinkih izrezovanja delov možganske skorje na pse in opice. Prve poskuse na tem področju je opravil z J. N. Langleyjem, s katerim sta leta 1884 o lokalizaciji možganskih funkcij izdala članek. Nevrofiziologiji je posvetil nadaljnjo kariero. Od leta 1883 je v Cambridgeu opravljal delo demonstratorja anatomije, pozimi 1883-1884 pa tudi delo demonstratorja histologije v bolnišnici Sv. Tomaža. Leta 1885 je z odliko diplomiral iz medicine in kirurgije na Cambridgeu, leto kasneje pa je prejel še diplomo Kraljevega kolidža za zdravnike.
Leta 1885 je odšel kot predstavnik Združenja za medicinske raziskave (Association for Research in Medicine) v Španijo in kasneje še v Benetke preučevat izbruh kolere. Rudolf Virchow, ki je nadzoroval pregledovanje vzorcev, ga je kasneje poslal h Kochu na izpopolnjevanje. Pod Kochom je raziskoval bakterije celo leto, nato pa je odšel nazaj v London, kjer je v bolnišnici Sv. Tomaža dobil mesto predavatelja sistematske fiziologije. Kmalu je postal predavatelj in nadzornik v Brownovem inštitutu za napredne fiziološke in patološke raziskave (Brown Institute for Advanced Physiological and Pathological Research) v Londonu, leta 1895 pa profesor fiziologije na Univerzi v Liverpoolu.
Navdihnjen z delom W. H. Gaskella in Ramóna y Cajala je na Cambridgeu pričel z raziskavami hrbtenjače. Objavil je več del o hrbtenjačnih refleksih in o eferentnem oživčevju mišic. Med drugim je ugotovil pravilo, da je približno tretjina živčnih vlaken v živcu, ki oskrbuje mišico, eferentnih, preostala pa so motorična. S histološkimi tehnikami je dokazal, da so vretenaste strukture v mišicah, ki jih je odkril Ruffini, pravzaprav receptorji, ki posredujejo živčemu sistemu informacijo o raztegnjenosti mišice. V Liverpoolu je preučeval oživčenje mišic z nasprotujočim si delovanjem (antagonističnih) in demonstriral, da je za njihovo funkcijo pomembna refleksna inhibicija. Ukvarjal se je tudi s povezavo med možgani in hrbtenjačo prek piramidnega trakta. V tem času je pri njem osem mesecev študiral mladi Harvey Cushing, ki danes velja za očeta sodobne nevrokirurgije. Leta 1904 je kratek čas poučeval na Univerzi Yale; predavanja je kasneje zbral v temeljnem delu The Integrative Action of the Nervous System.
Leta 1913 je bil povabljen za predavatelja fiziologije na Oxford in je na tem položaju ostal do svoje upokojitve leta 1938. Pri njem sta med drugimi študirala kasnejša nobelovca Eccles in Florey. Poučevanje je prekinila prva svetovna vojna. Med vojno je preučeval utrujenost v industrijskem okolju, tudi na sebi, tako da je nekaj časa delal po 13 ur dnevno v tovarni streliva, z deveturnim delavnikom med vikendi.

### Kasnejše življenje
Po upokojitvi se je preselil v Ipswitch, kjer si je zgradil hišo. V zadnjih letih svojega življenja se je posvečal predvsem filozofiji in poeziji. Knjiga z njegovimi filozofski pogledi na človekovo naravo in znanost z naslovom Man and his Nature je izšla leta 1940. V njej prepleta lastna spoznanja z idejami francoskega zdravnika in misleca iz 16. stoletja Jeana Fernela, o katerem je leta 1946 izdal še knjigo The Endeavour of Jean Fernel. Kot pesnika ga je navdihoval predvsem Goethe.
Od leta 1891 je bil poročen z Ethel Mary Wright, imela sta sina Carra E.R. Sherringtona (roj. 1897). Ostal je vitalen skoraj do svoje smrti, ko je moral zaradi revmatoidnega artritisa oditi v dom za upokojence. Umrl je 4. marca 1952 zaradi odpovedi srca.

## Priznanja
Sherrington je bil izvoljen za člana Kraljeve družbe iz Londona 1893. Kraljeva družba mu je leta 1905 podelila kraljevo medaljo, leta 1927 pa še prestižno Copleyjevo medaljo. Med letoma 1920 in 1925 je služil kot njen predsednik. Leta 1922 je bil povišan v viteza Britanskega imperija, dve leti kasneje je prejel še Red zaslug.
Za svoja odkritja na področju raziskav funkcije nevronov sta leta 1932 z Edgarjem Douglasom Adrianom prejela Nobelovo nagrado za fiziologijo ali medicino.